# تسلسل زمني للقاح
هذا التسلسل الزمني لتطور اللقاحات البشرية الوقائية. قد تُدرج اللقاحات الأولى حسب السنة التي طُوّرت فيها أو اختُبرت، لكن المدخلات اللاحقة عادةً ما تُظهر السنة التي أكملت فيها اللقاحات التجارب وأصبحت متاحة في السوق. على الرغم من وجود لقاحات للأمراض المذكورة أدناه، إلا أن مرض الجدري هو الوحيد الذي تم القضاء عليه عالميًا. أما الأمراض الأخرى التي يمكن الوقاية منها باللقاحات، فتستمر في التسبب بملايين الوفيات كل عام. حاليًا، يُستهدف مرضا شلل الأطفال والحصبة ضمن حملات عالمية نشطة للقضاء عليهما.

## القرن الثامن عشر
- 1796 - إدوارد جينر يطور ويوثّق أول لقاح ضد الجدري.[2]

## القرن التاسع عشر
- 1884 - 1885 – أول لقاح للكوليرا بواسطة جيوم فيران إي كلوى[الإنجليزية].[3][4]
- 1885 – أول لقاح لداء الكلب بواسطة لويس باستور وبيير بول إميل رو.[5][6]
- 1890 – أول لقاح للكزاز (مصل مضاد للسموم) بواسطة إميل فون بهرنغ.[7]
- 1896 – أول لقاح لحمى التيفوئيد بواسطة ألمروث رايت، ورتشارد بفيفر، وفلهلم كوله.[8]
- 1897 – أول لقاح للطاعون الدبلي بواسطة فالديمار هافكين.

## القرن العشرون
- 1921 - أول لقاح لمرض السل بواسطة ألبرت كالميت.[9][10]
- 1923 - أول لقاح للخناق بواسطة غاستون رامون، وإميل فون بهرنغ وكيتاساتو شيباسابورو.
- 1924 - أول لقاح للحمى القرمزية بواسطة جورج فريدريك ديك وغلاديس ديك.
- 1924 - أول لقاح معطل للكزاز (توكسويد الكزاز) بواسطة غاستون رامون[الإنجليزية]، وسي. زولر، وبي. ديسكومبي.
- 1926 - أول لقاح للسعال الديكي بواسطة ليلى دينمارك.
- 1932 - أول لقاح للحمى الصفراء بواسطة ماكس تيلر وجان لايغريه[الإنجليزية].
- 1937 - أول لقاح للتيفوس بواسطة رودولف فايغل، ولودفيك فليك[الإنجليزية] وهانز زينسر[الإنجليزية].
- 1937 - أول لقاح للإنفلونزا بواسطة أناتول سمرودينتسيف.[11]
- 1940 - أول لقاح للجمرة الخبيثة.
- 1941 - أول لقاح لالتهاب الدماغ المحمول بالقراد.
- 1952 - أول لقاح وريدي لشلل الأطفال.
- 1954 - أول لقاح لالتهاب الدماغ الياباني المنشأ.
- 1957 - أول لقاح للفيروسات الغدانية 4 و7.
- 1962 - أول لقاح فموي لشلل الأطفال.
- 1963 - أول لقاح للحصبة.
- 1967 - أول لقاح للنكاف.
- 1970 - أول لقاح للحصبة الألمانية.
- 1977 - أول لقاح لالتهاب الرئة (المكورات الرئوية).
- 1978 - أول لقاح لالتهاب السحايا (النيسرية السحائية).
- 1980 - الإعلان عن القضاء على مرض الجدري عالميًا بفضل جهود التطعيم.
- 1981 - أول لقاح لالتهاب الكبد الفيروسي ب (أول لقاح يستهدف سببًا للسرطان).
- 1984 - أول لقاح لجدري الماء.
- 1985 - أول لقاح لقاح للمستدمية النزلية النوع ب.
- 1989 - أول لقاح لحمى كيو.[12]
- 1990 - أول لقاح للحمى النزفية المصحوبة بالمتلازمة الكلوية.
- 1991 - أول لقاح لالتهاب الكبد الوبائي أ.[13]
- 1998 - أول لقاح لداء لايم.
- 1998 - أول لقاح للفيروس العجلي.[14]

## القرن الحادي والعشرون
- 2000 - أول لقاح للمكورات الرئوية المقترن تمت الموافقة عليه في الولايات المتحدة.[15]
- 2003 - أول لقاح إنفلونزا عن طريق الأنف تمت الموافقة عليه في الولايات المتحدة (لقاح الإنفلونزا الموهن الحي).
- 2003 - أول لقاح للحمى النزفية الأرجنتينية[الإنجليزية].[16]
- 2006 - أول لقاح لفيروس الورم الحليمي البشري (وهو سبب سرطان عنق الرحم).
- 2006 - أول لقاح للهربس النطاقي.
- 2011 - أول لقاح لسرطانة الرئة غير صغيرة الخلايا (يشكل 85% من حالات سرطان الرئة).
- 2012 - أول لقاح لالتهاب الكبد هـ.[17]
- 2012 - أول لقاح رباعي (لأربع سلالات) للإنفلونزا.
- 2013 - أول لقاح للفيروس المعوي 71[الإنجليزية]، وهو أحد أسباب مرض اليد والقدم والفم.[18]
- 2015 - أول لقاح للملاريا.[19]
- 2015 - أول لقاح لحمى الضنك.[20]
- 2019 - أول لقاح معتمد للإيبولا.[21]
- 2020 - أول لقاح لكوفيد-19.
- 2023 - أول لقاح للفيروس المخلوي التنفسي.
- 2023 - أول لقاح للشيكونغونيا.